# Duerme negrito

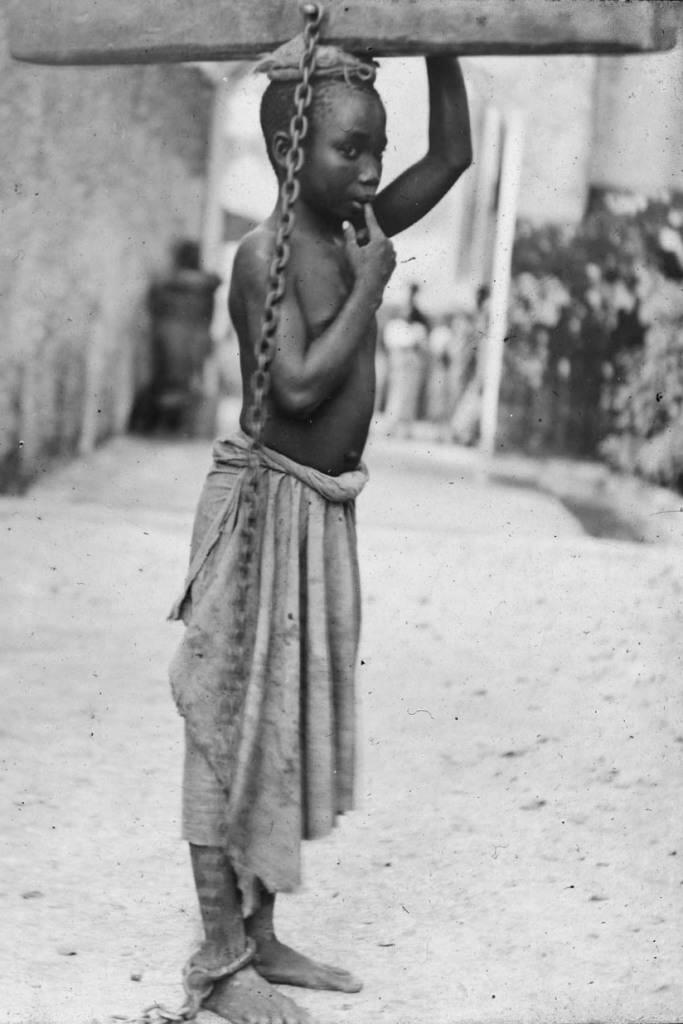
Fotografia de um menino escravo em Zanzibar, em 1890

Duerme Negrito é uma canção de ninar muito popular na América Latina, originária da área de fronteira entre a Venezuela e a Colombia.
Foi compilada por Atahualpa Yupanqui quando visitava a região e popularizada por ele e também por outros músicos como Victor Jara, Mercedes Sosa, Alfredo Zitarrosa e Daniel Viglietti, quando em turnê ao redor do mundo.
A canção conta a história de uma mãe que deixa seu filho sob os cuidados de um amigo ou vizinho enquanto sai para trabalhar nos campos sem receber pagamento.
É cantada por uma negra escrava para a criança que foi deixada sob seus cuidados, e diz para que ela adormeça pois sua mãe está trabalhando nos campos e vai trazer-lhe guloseimas e que se ela não adormecer o diabo branco, ou seja, o feitor de escravos, virá para comer seus pequenos pés.
Em 2015 a interpretação para coro a capela de Jayme Amatnecks do arranjo de Emiglio Solé foi incluída no curta metragem espanhol Paseo de los melancolicos,9-3-B-28005-Madrid do iminente diretor espanhol Miguel Trudu, indicado para o Festival de Cannes 2017.  

## Para ouvir
| Duerme Negrito (a cappella) |
| |
| Tradicional da fronteira entre Colombia e Venezuela em arranjo para coro a capela de Emiglio Solé e interpretação de Jayme Amatnecks, |